# Alex Jordan
Alex Jordan (Los Angeles, 20 settembre 1963 – Marina del Rey, 2 luglio 1995) è stata un'attrice pornografica statunitense.

## Biografia
Ha recitato in film diretti da Henri Pachard, Seymore Butts, Paul Thomas, e molti altri
Alex Jordan ha ricevuto diversi AVN Awards nel 1993.
Nel 1995 è stata trovata impiccata, si presume un suicidio. Alex Jordan ha praticato il bondage.

## Riconoscimenti
AVN Awards
- 1993 - Best New Starlet[1]
- 1993 - Best Couples Sex Scene (video) per The Party con Joey SIlvera[2]
- 1993 Fans of X-Rated Entertainment (FOXE), Video Vixen Award

## Filmografia
- American Dream Girls 4 (1996)
- Buttman's Butt Freak 2 (1996)
- Nasty Nymphos 12 (1996)
- Way They Wuz (1996)
- Forbidden Pleasures (1995)
- Gangbang Girl 16 (1995)
- Gorgeous (1995)
- Jasmine's Girls (1995)
- Laguna Nights (1995)
- Layover (1995)
- Misty @ Midnight (1995)
- Nasty Nymphos 8 (1995)
- Nightvision (1995)
- Pure Filth (1995)
- Double Penetration 6 (1994)
- Domination (1994)
- Blonde Justice (1993, V)
- Nasty Girls #1 (1993)
- Alex Jordan's First Timers #3 (1993, V)
- Seymore Butts: In the Love Shack (1992)
- Bonnie & Clyde: Outlaws of Love (1992, V)